# نظير مستقر

النويدة المستقرة هي نويدة أي عنصر كيميائي ليس لها نشاط إشعاعي، أي أنها لا تضمحل إشعاعياً، وذلك على العكس من النويدات المشعة.
بشكل عام فإن النظائر المختلفة للعناصر الكيميائية يمكن أن يكون لها خواص إشعاعية مختلفة. والنظائر التي ليس لها نشاط إشعاعي تكون مستقرة. وتكون النظائر المستقرة لنفس العنصر لها نفس الخواص الكيميائية وعلى هذا تتفاعل بنفس الطريقة، ويكون الاختلاف في الكتلة ناتج من النيوترونات الزائدة التي تتكون أثناء فصل الضوء من النظائر الثقيلة خلال التفاعل الكيميائي (أجزاء النظائر). فمثلا الاختلاف في الكتلة بين أهم نظيرين للهيدروجين H-1 وله (1 بروتون، بدون نيترون)، H-2 وله (والذي يعرف أيضا بالديتريوم 1 بروتون، 1 نيترون)، وعلى هذا فإن الفرق هنا يكون 100 %. وبذلك سيكون هناك أجزاء تحت ذرية كثيرة.
وبصفة عامة فقد تم تحليل النظائر المستقرة للعناصر للأكسجين والكربون والهيدروجين والكبريت لأعوام عديدة نظرا لأن هذه النظائر سهلة للدراسة. وبظهور تقنيات جديدة في مطياف الكتلة فإنه من الممكن دراسة نظائر أثقل مثل الحديد والنحاس والزنك المولبيدنيوم.